# Штайнер-Книттель, Анна
Анна Штайнер-Книттель (нем. Anna Stainer-Knittel, полное имя Maria Anna Rosa Knittel, в замужестве Stainer; 1841—1915) — австрийская художница, которая специализировалась на портретах и изображении цветов.
Случай из её жизни был обыгран В. фон Гиллерн в романе «Орёл-девка», на основе которого театр «Ла Скала» в 1892 году поставил оперу «Валли».

## Биография
Родилась 28 июля 1841 года в коммуне Эльбигенальп. Была вторым ребёнком из четырёх детей оружейника Йозефа Антона Книттеля (Joseph Anton Knittel); её дядя Йозеф Алоиз Книттель был скульптором, а двоюродный дед Йозеф Антон Кох — художником.
Она начала свое обучение в 1859 году в Академии художеств в Мюнхене, но из-за проблем с обучением женщин в высшей школе и нехваткой средств ей пришлось вернуться в 1860 году домой. В этот период она написала многочисленные портреты членов своей семьи и пейзажей. Затем Анна переехала в Инсбрук и смогла зарабатывать себе на жизнь в качестве художницы-портретистки.

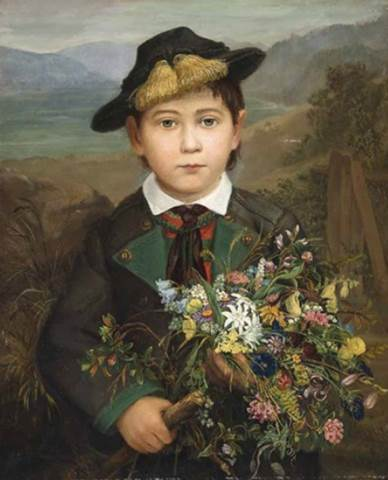
Мальчик с букетом летних цветов

В 1867 году, вопреки желанию её родителей, она вышла замуж за керамиста Энгельберта Штайнера (Engelbert Stainer), жившего и работавшего в Инсбруке. В 1868 году у них родился первый сын Карл, в 1870 году — второй сын Лео, а в 1871 году — дочь Роза; Анна создала много портретов своих детей. За время совместной работы с мужем она создала множество цветочных узоров для его чашек, блюдец и тарелок. В 1891 году в тирольском музее Landesmuseum Ferdinandeum прошла её первая персональная выставка.
В 1873 году она открыла школу живописи для женщин (Zeichen- und Malschule für Damen), которой управляла почти до самой смерти. В числе её учеников были Мария Тилипаул-Кистлер (Maria Tilipaul-Kistler, 1884—1963), Вильгельмина Редлих (Wilhelmine Redlich, 1869—1954) и Адельхайд Паукерт-Хохенауэр (Adelheid Paukert-Hohenauer, 1898—1943).
Умерла 28 февраля 1915 года в коммуне Ваттенс. Была похоронена на Вильтенском кладбище в Инсбруке.

## Героиня одной истории

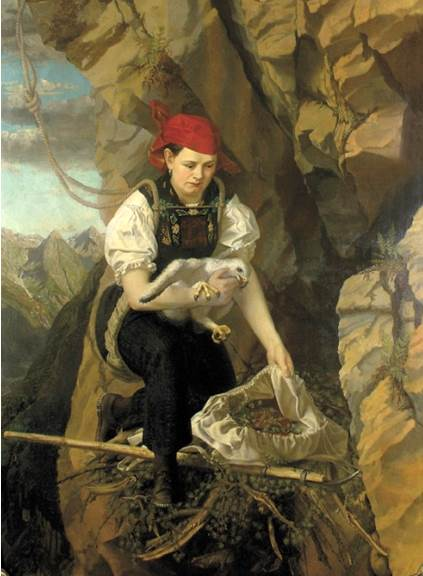
Автопортрет по роману «Орёл-девка»

В возрасте семнадцати лет Анна вызвалась спуститься по верёвке к орлиному гнезду, находящемуся на отвесной скале недалеко от деревушки Мадау в округе Цамс, чтобы забрать из гнезда птенца. Такая практика была распространена в XIX веке в Австрии, чтобы предотвратить атаки орлов на пасущиеся стада овец. После едва не случившегося несчастья в предыдущем году, добровольцев среди мужчин не нашлось, и это решила сделать девушка. Анна достигла гнезда, засунула орла в мешок и поднялась обратно на вершину скалы.
Это событие стало источником для ряда произведений. В 1863 году Людвиг Штойб первым задумал написать об этой истории, и спустя короткое время его рассказ «Das Annele im Adlerhorst» появился в Wolfs Illustrirter Rundschau. Гораздо более известным стал написанный в 1873 году Вильгельминой фон Гиллерн роман «Орёл-девка» («Валли-стервятница»), которая лично познакомилась с Анной и её мужем.
В 1892 году по роману была создана опера «Валли» Альфредо Каталани. Роман был трижды экранизирован, все фильмы имели одно название «Die Geierwally» (англ. «The Vulture Wally»): в 1921 году — режиссёр Эвальд Дюпон, в главной роли Хенни Портен; в 1940 году — режиссёр Ханс Штайнхоф, в главной роли Хайдемари Хатайер; в 1956 году — режиссёр Франтишек Чап, в главной роли Барбара Рюттинг.